# Edison Music Awards 2001
De Edison Music Awards 2001 werden uitgereikt op 27 februari 2001 in de Convention Factory in Amsterdam. Voor het eerst werd de uitreiking van de Edisons gecombineerd met andere muziekprijzen, te weten de Exportprijs van de stichting Conamus (tegenwoordig Stichting Buma Cultuur) en de Gouden en Zilveren Harpen. Deze gecombineerde uitreiking werd op 1 maart 2001 door de TROS uitgezonden onder de titel Het Nederlandse Muziekfeest.
Net als voorgaande jaren kon het publiek stemmen voor twee categorieën, te weten 'Single van het jaar' en 'Beste Nederlandse artiest/groep van het jaar'. De overige categorieën werden door jury's bepaald.
Ilse DeLange en St Germain wonnen elk twee Edisons.

## Winnaars
Algemeen (binnen- en buitenlandse artiesten gecombineerd)
- Single van het jaar: Anouk voor Michel (Publieksprijs)
  - Overige genomineerden: Abel, Jody Bernal, Bomfunk MC's, Kelis, Krezip, Madonna, Robbie Williams, Twarres en U2
- Alternative: Kane voor As Long As You Want This
- Instrumentaal: St Germain voor Tourist
- Dance: St Germain voor Tourist
- R&B: Eminem voor The Marshall Mathers LP
- Soundtrack: Björk voor Selma Songs

Internationaal
- Zangeres: Madonna voor Music
- Zanger: Craig David voor Born To Do It
- Nieuwe artiest/groep: Anastacia voor Not That Kind
- Groep: U2 voor All That You Can't Leave Behind

Nationaal
- Zangeres: Ilse DeLange voor Livin' on Love
- Zanger: Marco Borsato voor Luid en Duidelijk
- Nieuwe artiest/groep: Krezip voor Nothing Less
- Luisterlied: Frédérique Spigt voor Droom
- Kleinkunst: Hans Teeuwen voor Trui
- Groep: BLØF voor Watermakers
- Nederlandse groep/artiest van het jaar: Ilse DeLange voor Livin' on Love (Publieksprijs)
- Oeuvre: BZN

1960 · 1961 · 1962 · 1963 · 1964 · 1965 · 1966 · 1967 · 1968 · 1969 · 1970 · 1971 · 1972 · 1973 · 1974 · 1975 · 1976 · 1977 · 1978 · 1979 · 1980 · 1981 · 1982 · 1983 · 1984 · 1985 · 1986 · 1987 · 1988 · 1989 · 1990 · 1991 · 1992 · 1993 · 1994 · 1995 · 1996 · 1997 · 1998 · 1999 · 2000 · 2001 · 2002 · 2003 · 2004 · 2005 · 2006 · 2007 · 2008 · 2009 · 2010 · 2011 · 2012 · 2013 · 2014 · 2015 · 2016 · 2017 · 2018 · 2019 · 2020 · 2021 · 2022 · 2023 · 2024